# 第2屆金鐘獎
第2屆金鐘獎是1966年台灣廣播界的年度盛事之一，表揚1966年度傑出的台灣廣播藝人。
第15屆之前，金鐘獎採事前公佈得獎名單的方式，因此無「入圍名單」。

## 得獎名單
例如之標記為該獎項得獎者。

## 外部連結
- 55年金鐘獎得獎名單 （页面存档备份，存于）.文化部影視及流行音樂產業局.1966-10-10